# آلفردو پتزانا
آلفردو پتزانا (ایتالیایی: Alfredo Pezzana; ۳۱ مارس ۱۸۹۳ – ۷ مهٔ ۱۹۸۶) شمشیرباز اهل ایتالیا بود.
وی در مسابقات کشوری و بین‌المللی در مجموع برندهٔ ۱ مدال طلا شده‌است.